# Piano di Sorrento
Piano di Sorrento – miejscowość i gmina we Włoszech, w regionie Kampania, w prowincji Neapol.
Według danych na rok 2004 gminę zamieszkiwało 12 808 osób, 1829,7 os./km².
Urodziła się tutaj Monica De Gennaro, włoska siatkarka, reprezentantka kraju.

## Miasta partnerskie
- Schwarzheide, Niemcy
- Cáceres, Hiszpania